# Verrazzano-Narrows Bridge
De Verrazzano-Narrows Bridge is een dubbeldeks hangbrug over The Narrows, die de boroughs Staten Island en Brooklyn van New York verbindt.

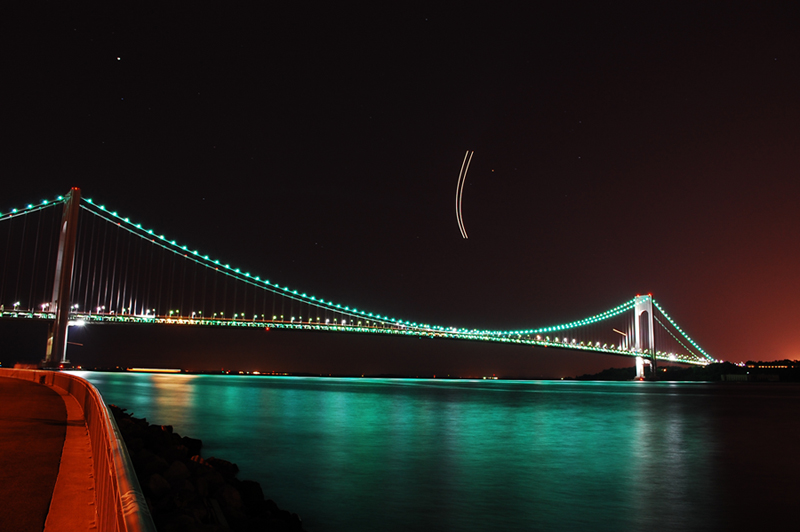
Zicht op de brug bij avond, vanaf de Brooklynzijde

De brug is genoemd naar de Italiaanse ontdekkingsreiziger Giovanni da Verrazzano, de eerste Europeaan die de rivier de Hudson verkende. De brug heeft een maximale overspanning van 1298 meter en was na de voltooiing in 1964 de langste hangbrug ter wereld, tot de voltooiing van de Humber Bridge in het Verenigd Koninkrijk in 1981. Hij heeft nu de op zeven na langste overspanning in de wereld en het is de langste hangbrug in de Verenigde Staten. De 211 meter hoge torens kunnen vanuit een groot deel van de New Yorkse agglomeratie gezien worden.
De brug is een belangrijke schakel in het lokale en regionale wegennet en voert de I-278. Hij is daarnaast het startpunt van de New York City Marathon. De brug fungeert tevens als een toegang tot de haven van New York; alle cruiseschepen en de meeste containerschepen die aankomen in de haven van New York en New Jersey moeten onder de brug door.
De brug heeft 13 rijstroken, zeven bovendeks en zes benedendeks.

## Geschiedenis
De bouw begon op 13 augustus 1959 en het bovendek werd geopend op 21 november 1964. Het benedendek werd geopend op 28 juni 1969. Vanaf 1964 tot 1981 was het de langste hangbrug ter wereld, daarvoor had de Golden Gate Bridge het record. Deze titel werd in 1981 overgenomen door de Humber Bridge in Engeland. De bouw heeft $320 miljoen gekost. De brug wordt beheerd en onderhouden door MTA Bridges and Tunnels.
In 2018 werd de naam gewijzigd van Verrazano-Narrows Bridge met een enkele 'z' in Verrazzano-Narrows Bridge met een dubbele 'z'. Hiermee werd de officiële naam van de Italiaanse ontdekkingsreiziger gevolgd.